# Charles Dias de Oliveira
Charles Dias de Oliveira, mer känd som Charles, född 4 april 1984 är en brasiliansk före detta fotbollsspelare.

## Karriär
Charles föddes i Belém och började redan som 4-åring att spela för Santos FC. Han gick sedan som ung till Tuna Loso och därefter till den portugisiska klubben CD Feirense.
Sommaren 2004 så flyttade Charles till Spanien och Pontevedra CF. Pontevedra som då låg i Segunda División. I hans debut för klubben mot Polideportivo Ejido så blev han utvisad. En match som Pontevedra förlorade med 0–1.
Efter sex säsonger med Pontevedra CF så gick Charles som Free agent till Córdoba CF i Segunda División. Och Charles levererade som en anfallare ska göra under sin första säsong. Det blev 15 mål i Segunda División. Han följde upp den säsongen med 8 mål nästa säsong.

### Almería
Efter två säsonger i Córdoba CF så skrev Charles inför säsongen 2012/2013 på för UD Almería. Och det blev succé. Efter totalt 32 mål under säsongen (5 i uppflyttningskvalet till La Liga) så sköt Charles upp Almería i Spaniens högstadivision igen. Han gjorde bland annat ett hat-trick i 4–3 segern mot Racing Santander. Charles var mycket stabil i sitt målskytte och gjorde mål i många matcher. När man sedan fick kvala för att nå La Liga så klev Charles fram och gjorde fem mål på fyra matcher i kvalet. Tre av dem i uppflyttningsfinalen (dubbelmöte) mot Girona.

### Celta Vigo
Men trots att Almería gick upp så valde Charles att lämna. För den 27 juni 2013 skrev Charles på för Celta Vigo. Han hämtades in som ersättare åt Iago Aspas som lämnade för Liverpool efter att en riktigt bra säsong i Celta. 
Charles har börjat bra i Celta. Han gjorde direkt mål i sin La Liga-debut mot RCD Espanyol i en match som slutade 2–2. Han gjorde mål i sin andra match i 2–1 segern mot Real Betis men fick gå av planen mållös i sin tredje match mot Granada som slutade 1–1. Han gjorde sedan även ett historiskt mål mot Athletic Bilbao, nämligen det första någonsin på nya San Mamés. Efter en liten måltorka, gjorde Charles återigen mål. Denna gång i 5-0 krossen mot Málaga CF.

### Málaga
Den 24 juni 2015 valde han att skriva på ett tvåårskontrakt med ligakonkurrenten Málaga.